# プログラミン
プログラミン(Programin)は、文部科学省が運営する、子供向けのビジュアルプログラミング言語及びその開発・実行環境である。

## 概要
プログラミンは、株式会社バスキュールが制作し、文部科学省が2010年8月19日に公開、2020年12月31日まで運営していた。Adobe Flash Playerで動作するWebサイトであったが、Adobe Flash Playerが2020年12月31日をもって提供及びサポートを終了することに伴い、プログラミンも同日に閉鎖された。なお、文部科学省は「小学校を中心としたプログラミング教育ポータル」の中で、プログラミンの代替教材としてScratchやViscuitを紹介している。
プログラミンは機能上ビジュアルプログラミング言語であるが、文部科学省は「プログラムという表現手段を通じて、子どもたちに創ることの楽しさと、その手段を提供することを目的とした、ウェブサイト」、株式会社バスキュールは「Web上で子どもが簡単にプログラミングを体験することができるGUIベースのプログラミング開発・実行環境」であると説明している。
ユーザーインターフェイスの設計にあたって、Scratchを参考にしている。

## 世界観
背景に木目調の画像とカッターマットの画像を使用するなど、図工室の作業机を彷彿とさせるデザインをしている。

### はいけい
プログラム自体の背景は「はいけい」と呼ばれ、白い画用紙のような見た目をしている。最初から用意されている19種類の素材から選んだり、ペンを使って描き足すことができる。

### 絵
プログラムによって動作するオブジェクトは「絵」と呼ばれ、白い紙の上に色鉛筆で描かれた絵を、縁に沿ってはさみで切り取ったような見た目をしている。最初から用意されている246種類の素材から選んだり、ペンを使って描き足すことができる。

### ペン
「絵」や「はいけい」を描き足すことができ、色鉛筆のような見た目をしている。太さは3種類、色は12色ある。

### 消しゴム
「絵」や「はいけい」を部分的に消すことができる。太さは3種類ある。

### プログラミン
「絵」にプログラムを持たせるための命令群である。「絵」に命を吹き込む不思議な生物であるとされている。「プログラミン」は全部で28匹おり、それぞれが異なる名前と役割を持っている。「絵」の上に「プログラミン」をドラッグアンドドロップし、動かしたい順番で積み上げていくことで、「絵」を動かすことができる。

## 「プログラミン」の一覧
命令群としての「プログラミン」は28種類あり、6つのカテゴリに分かれている。以下はその一覧である。
| 名前           | 役割                                                 |
| -------------- | ---------------------------------------------------- |
| ミギーン       | 秒数と距離を指定して、「絵」を右に動かす。           |
| ヒダリン       | 秒数と距離を指定して、「絵」を左に動かす。           |
| ウエーン       | 秒数と距離を指定して、「絵」を上に動かす。           |
| シターン       | 秒数と距離を指定して、「絵」を下に動かす。           |
| ジャンピン     | 秒数と高さを指定して、「絵」をジャンプさせる。       |
| スケールン     | 秒数と拡大率を指定して、「絵」を拡大または縮小する。 |
| ミギクルリン   | 秒数と角度を指定して、「絵」を右に回転させる。       |
| ヒダリクルリン | 秒数と角度を指定して、「絵」を左に回転させる。       |
| カメロン       | 秒数と色相角度を指定して、「絵」の色を変える。       |

| 名前         | 役割                                 |
| ------------ | ------------------------------------ |
| ヨコカエリン | 「絵」を左右に反転させる。           |
| タテカエリン | 「絵」を上下に反転させる。           |
| ミエルン     | 「絵」を非表示にするか、表示する。   |
| キガエルン   | 「絵」を画面上の別の「絵」に変える。 |
| リセットン   | 「絵」を初期状態に戻す。             |

| 名前       | 役割                                                       |
| ---------- | ---------------------------------------------------------- |
| フキダシン | 「絵」からフキダシを出して、30文字までの文字列を表示する。 |
| フキケシン | 「絵」から出ているフキダシを消す。                         |

| 名前       | 役割                                                                   |
| ---------- | ---------------------------------------------------------------------- |
| オンプン   | 指定した音を鳴らす。「ずっと」にチェックを入れると、音を鳴らし続ける。 |
| ミュートン | 鳴っている音をすべて止める。                                           |

| 名前         | 役割                                                                               |
| ------------ | ---------------------------------------------------------------------------------- |
| トケイン     | 指定した秒数の間、次のプログラミンを再生しない。                                   |
| ズットン     | 内部に置いたプログラミンを繰り返し再生し続ける。                                   |
| ナンカイン   | 内部に置いたプログラミンを、指定した回数だけ繰り返し再生する。                     |
| イッペンニン | 内部に置いたプログラミンを同時に再生し、全て終了したら次のプログラミンを再生する。 |
| ヨブーン     | 12個の中から指定した番号のハターンを呼び出す。                                     |
| ハターン     | 呼び出されたら、進行中の再生を中断し、ハターンの場所から再生を始める。             |

| 名前         | 役割                                                               |
| ------------ | ------------------------------------------------------------------ |
| クリックン   | クリックされるまで次のプログラミンを再生しない。                   |
| キーボン     | 指定したキーが押されるまで次のプログラミンを再生しない。           |
| ブツカッタン | 「絵」が指定した「絵」とぶつかるまで次のプログラミンを再生しない。 |
| タマーン     | 画面上にある「絵」と速さを指定して、角度0のとき右向きに発射する。  |

## ログインモード
2015年3月26日、プログラミンに予告なく「ログインモード」という新機能が追加された。それまでプログラミンでは、ユーザー情報を保存するためにブラウザのcookieを使用していたが、異なる端末で利用できなかったり、複数ユーザーで利用できなかったり、意図せずcookieが削除され、作成した作品を復旧できなかったりする問題が発生していた。ログインモードでは「ニックネーム」と発行された「合言葉」を入力してログインすることで、学校の共用パソコンなど、複数ユーザーが利用する環境でもセーブデータを別々に利用できるようになった。

## コンテスト

### プログラミン×宇宙兄弟コンテスト
2013年頃、文部科学省は漫画「宇宙兄弟」とタイアップし、「プログラミン×宇宙兄弟コンテスト」を開催した。タイアップに伴い、「絵」の素材一覧に宇宙兄弟のキャラクターや、宇宙に関連する素材が追加された。作品は2013年10月23日から2014年1月15日までコンテスト用の特設ページで募集され、約1700作品の応募があった。審査は宇宙兄弟の作者の小山宙哉氏、宇宙飛行士の野口聡一氏などが行い、「アニメ部門」「プログラム部門」の2つの部門からそれぞれ「キッズの部」「一般の部」でグランプリを選出した。グランプリ受賞作品は、テレビアニメ「宇宙兄弟」内で、アニメ部門は2014年3月1日放送分、プログラム部門は8日放送分にて発表された。受賞者には審査員からのコメントがあった他、文部科学省から賞品も贈られた。その他、「宇宙兄弟賞」「MEXT賞」「JAXA賞」「理研AICS賞」などもそれぞれ選ばれ、全ての受賞作品はコンテスト用の特設ページで掲載された。